# Каталонские Кортесы
Каталонские Кортесы или Генеральный Каталонский Корт ( кат. Corts Catalanes или кат. Cort General de Catalunya)  были политическим и парламентским органом Княжества Каталония с 13 по 18 века.
Согласно историку Томасу Н. Биссону, Каталонские Корты долгое время рассматривались историками как образец средневекового парламента.
Ученый Чарльз Говард Макилвейн писал, что Генеральный суд Каталонии имел более четкую организацию, чем парламенты Англии или Франции.
В отличие от Испанских Кортесов того времени, которые функционировали как консультативный орган, которым король предоставлял привилегии и льготы, Каталонские Кортесы были регулирующим органом:  решения имели силу закона, в том смысле, что король не мог отменить их в одностороннем порядке. Таким образом Каталонские Кортесы могут считаться первым парламентом Европы, официально получившим право принимать законы наряду с монархом.
Похожими институтами в Европе являлись английский Парламент и немецкие Ландтаги.

## История

### Происхождение Каталонских Кортесов
Ученые сходятся во мнении, что Кортесы возникли на основе пленарных судов, проводившихся графами Барселоны в XII веке. Большинство из них согласны с тем, что появление городских депутаций стало решающим фактором, определившим будущее формирование Кортесов, но датировать первое появление выборных представителей в Каталонии они затрудняются.

### Регулируемые Кортесы
Во время правления Педро III Каталанские Кортесы приняли институциональную форму.